# Tania Nardini
Tania Nardini (Rio de Janeiro) é diretora e coreógrafa brasileira. 

## Biografia
Trabalhou com os mais importantes produtores, atores e diretores de teatro e televisão do Brasil, tais como Jorge Fernando, Marco Nanini, Flavio Marinho, Ignacio Coqueiro, João Batista, Guel Arraes, João Falcão, Caetano Vilela, João Fonseca, José Possi Neto e Jorge Takla e tem trabalhado no teatro musical por mais de 30 anos. Também é conhecida internacionalmente por ser diretora associada das produções do espetáculo Chicago pelo mundo desde 2007, incluindo a montagem da West End (2018), e a turnê norte americana (2020).
Foi co-fundadora e co-diretora/coreografa do grupo de dança Bandança e, durante 10  anos, foi diretora artística da Catsapá, Escola de Musicais - a primeira Escola de Musicais no Rio de Janeiro. Esteve à frente da direção dos espetáculos “Priscilla - A Rainha do Deserto” e “Nuvem de Lágrimas”, além de ser coreógrafa e diretora associada nas produções “O Rei e Eu”, “West Side Story”, "My Fair Lady" e "Evita". Coreografou “Raia 30", “Cauby! Cauby! Uma Lembrança” e o filme musical "High School Musical: O Desafio".
Estudou Teatro na UNI-Rio e teve na sua formação em dança, no Brasil - EUA - França, com os mestres: Jojo Smith, Phil Black, Betsy Haug, Eugenia Feodorova, Nora Esteves, Liliane Benevento, Jose Ricardo Tomaselli, Marcio Rongetti, Priscila Teixera, Vilma Vernon,  Lennie Dale, Marly Tavares, Nadia Nardini, entre outros.
Teve em sua formação de atriz, diretora e preparadora corporal em trabalhos com a Cia Teatro em Movimento, criada na escola Martins Penna e na Cia Ensaio Aberto de Luiz Fernando Lobo.
Tania Nardini tem trabalhado em alguns dos maiores espetáculos de teatro musical do Brasil por mais de 30 anos.
Começou sua carreira no teatro com o grupo de dança Bandança, em 1982, no qual foi co-fundadora e co-diretora/coreografa, além de atriz e bailarina. Nele, participou dos espetáculos Bandança em Contratempo, Bandança em... Louqueceu, Bandança in... Pulso. Em 1984, participou de seu primeiro musical, o Cândido, o Musical, como atriz e coreógrafa, que contou com direção de Jorge Fernando, e alguns nomes como Ricardo Blat, Claudia Jimenez e Marcus Alvisi no elenco. Ainda com Jorge Fernando, participou da peça Boom (1999), e da montagem de 1994 de Rocky Horror Show, onde, além de assinar a coreografia, também interpretou a personagem Columbia, ao lado de Cláudia Ohana, Tuca Andrada, Marcello Novaes, entre outros.
Foi diretora residente de diversos espetáculos da CIE do Brasil (a atual Time For Fun) Como Rent (1999) de Jonathan Larson, A Bela e A Fera (2002 e 2003) da Disney Productions, Chicago (2004), onde foi também cover de Velma e Mama Morton, e O Fantasma da Ópera (2005 e 2006), que estiveram em cartaz no Teatro Renault, em São Paulo. Como coreógrafa e diretora associada, trabalhou nas produções brasileiras dos clássicos da Broadway,  West Side Story (2008), O Rei e Eu (2010), Evita (2011), e nas duas produções de My Fair Lady (2007 e 2016), dirigidas por Jorge Takla, as quais estiveram cartaz no Teatro Alfa, e no Teatro Santander em São Paulo.
Foi responsável pela direção da montagem brasileira do espetáculo "Priscilla - A Rainha do Deserto" (2012), que esteve em cartaz em São Paulo, no Teatro Bradesco, e do musical original brasileiro "Nuvem de Lágrimas"(2015), junto de Luciano Andrey, inspirado no livro Orgulho e Preconceito de Jane Austen, com texto de Anna Toledo, e músicas de Chitãozinho e Xororó, que também ficou em cartaz no Teatro Bradesco.
Em 2015, a diretora foi convidada para fazer as coreografias do espetáculo "Raia 30", que celebrou os 30 anos de carreira da atriz e cantora Cláudia Raia, relembrando seus principais trabalhos. Tania coreografou o musical biográfico sobre Cauby Peixoto, "Cauby! Cauby! Uma Lembrança" (2006 e 2017/2018), estrelado e dirigido por Diogo Vilela, que ficou em cartaz no Teatro Municipal Carlos Gomes, no Rio de Janeiro. Em 2019, Tania foi convidada para dirigir o espetáculo "Nelson Gonçalves, o Amor e o Tempo", que celebra os 100 anos do cantor e compositor Nelson Gonçalves. O espetáculo ficou em cartaz no Teatro Clara Nunes e Imperator, no Rio de Janeiro, e no Teatro Gazeta, em São Paulo.
Na televisão, Tania já trabalhou como atriz e coreografa em algumas das novelas de maior sucesso da TV Globo das décadas de 80 e 90, ao lado do diretos Jorge Fernando, como Guerra dos Sexos (1983), Cambalacho (1986), Que Rei Sou Eu? (1989), Rainha da Sucata (1990), entre outras. No cinema, foi coreógrafa e preparadora corporal da versão brasileira do sucesso da Disney, High School Musical: O Desafio (2010).
Tania teve sua primeira experiência com o espetáculo Chicago em 2004, quando trabalhou na montagem brasileira, no Teatro Abril, em São Paulo (atual Teatro Renault), onde foi cover das personagens Velma e Mama Morton (vividas respectivamente por Danielle Winits e Selma Reis), além de assumir o papel de diretora residente.
Em 2007, foi convidada para ser diretora associada a montagem sul-coreana do espetáculo, que estrou em Seul e marcou seu início como diretora associada das montagem do musical pelo mundo. Ao todo, Tania já dirigiu produções em 12 diferentes países, incluindo cidades como Cidade do México, Berlim, Buenos Aires, Tóquio, Stuttgart, Munique, Copenhagen, entre outras.
Em 2018, a diretora foi responsável pelo remontagem de Chicago da West End, em Londres, no Phoenix Theatre. O elenco contava com ator Cuba Gooding Jr, conhecido por diversos filmes e séries como "The People v. O. J. Simpson: American Crime Story", interpretando o papel de Billy Flynn. Em 2020, Tania voltou ao país de origem do espetáculo, para dirigir a turnê norte-americana de Chicago.
Seu retorno para o Brasil com esse espetáculo estava previsto para o segundo semestre de 2020, no Teatro Santander, produzido pela IMM e EGG Entretenimento, com Emanuelle Araújo no papel de Velma Kelly[carece de fontes?] e Paulo Szot reprisando o papel de Billy Flynn, que interpretou em 2019 na Broadway. Entretanto, devido ao período de pandemia por conta do COVID-19, sua estreia foi adiada para 2021.
Ainda em 2020, por conta do período de pandemia, Tania promoveu um projeto que consistiu em encontros históricos entre atores que interpretaram o mesmo personagem em diversas montagens de 12 países pelo mundo. Esses encontros serão disponibilizados para os fãs na série #OUTsideINsideOut no canal do YouTube da própria diretora.

### Teatro
| Ano         | Título                                      | Função                                                                     | Notas |
| ----------- | ------------------------------------------- | -------------------------------------------------------------------------- | --- |
| 1982-1992   | Bandança                                    | Atriz, Bailarina, co-coreógrafa e co-diretora                              | Concepção, texto e Direção: Família NARDINI |
| 1984        | Cândido, o Musical                          | Atriz e Coreógrafa                                                         | Direção: Jorge Fernando Com: Ricardo Blat, Claudia Gimenez...                                                                                         |
| 1986        | Larga do Meu Pé                             | Atriz                                                                      | Direção: Luís de Lima Com: Sandra Bréa, Jonas Bloch, Rosita Tomás Lopes, Mário Borges ...                                                             |
| 1986        | A Divina Chanchada                          | Atriz, Bailarina e Coreógrafa                                              | Direção: Jorge Fernando Com: Louise Cardoso, Guilherme Karan, Claudio Gaya                                                                            |
| 1987- 2007  | Na Cola do Sapateado                        | Diretora e Coreógrafa                                                      | Texto: Tony Nardini, Mabel Tude, Gisela Saldanha Produção: Catsapá Produções Artísticas                                                               |
| 1991        | Na Festa de Bebete                          | Diretora e Coreógrafa                                                      | Texto: Aloísio de Abreu Produção: Catsapá Produções Artísticas                                                                                        |
| 1991        | Um Céu de Asfalto                           | Coreógrafa                                                                 | Direção: Luiz Fernando Lobo Cia Ensaio Aberto Com: Marlene e Sérgio Brito                                                                             |
| 1993        | Cemitério dos Vivos                         | Atriz, preparadora corporal e Coreógrafa                                   | Direção: Luiz Fernando Lobo Cia Ensaio Aberto |
| 1993        | Os 7 Brotinhos                              | Coreógrafa                                                                 | Direção: Flávio Marinho Com: Cininha de Paula, Fernando Eiras, Anderson Muller e outros                                                               |
| 1994        | O Médico e o Monstro                        | Assistente de direção, preparadora corporal e Coreógrafa                   | Direção: Marco Nanini Com: Ney Latorraca, Karin Rodrigues, Otávio Mendes, entre outros                                                                |
| 1994        | Rocky Horror Show                           | Atriz e Coreógrafa                                                         | Direção: Jorge Fernando Com: Claudia Ohana, Marcelo Novaes, Tuca Andrade e outros                                                                     |
| 1995        | Cabaret Youkali                             | Atriz, preparadora corporal e Coreógrafa                                   | Direção: Luiz Fernando Lobo Cia Ensaio Aberto |
| 1995        | Noite Feliz                                 | Diretora Assistente                                                        | Direção: Flávio Marinho Com: Aracy Balabanian, Fernando Eiras                                                                                         |
| 1995        | A Incrível História do Homem que Bebia X*xi | Coreógrafa                                                                 | Direção: João Batista Produção:Cia Dramática de Comédia                                                                                               |
| 1995        | O Dia que os Adultos Desapareceram          | Coreógrafa                                                                 | Direção: Anja Bethencourt |
| 1996        | Os Quatro Carrerinhas                       | Coreógrafa                                                                 | Direção: Wolf Maia |
| 1996        | E... Continua Tudo Bem                      | Assistente de direção                                                      | Direção: Marco Nanini Com: Gloria Menezes e Tarcisio Meira                                                                                            |
| 1996        | Amigas X Amigas                             | Coreógrafa                                                                 | Direção: João Batista Produção: Catsapá Produções Artísticas                                                                                          |
| 1996        | O Burguês Ridículo                          | Assistente de direção e Atriz substituta de Lucille                        | Direção: João Falcão e Guel Arraes Com: Marco Nanini, Betty Gofman, Ary França, Bruno Garcia e outros                                                 |
| 1997        | No Escurinho do Cinema                      | Diretora assistente                                                        | Direção: Jorge Fernando Com: Jorge Fernando e Patrícia Travassos                                                                                      |
| 1997        | Salve Amizade                               | Diretora assistente                                                        | Direção: Flávio Marinho Com: Louise Cardoso, Paulo César Grande...                                                                                    |
| 1997        | Georges Dandin                              | Atriz                                                                      | Direção: João Batista Produção:Cia Dramática de Comédia                                                                                               |
| 1997        | A Dona da História                          | Assistente de direção                                                      | Direção: João Falcão Com: Marieta Severo e Andréa Beltrão                                                                                             |
| 1998        | Noel, Feitiço da Vila                       | Coreógrafa                                                                 | Direção: Andreia Fernandes Com: Marcelo Serrado e outros                                                                                              |
| 1998        | Uma Noite na Lua                            | Assistente de direção                                                      | Direção: João Falcão Com: Marco Nanini |
| 1999        | Boom                                        | Coreógrafa                                                                 | Direção: Marcus Alvisi Com: Jorge Fernando |
| 1999        | Rent                                        | Diretora Residente                                                         | Espetáculo da Broadway Com Jarbas Homem de Mello, Alessandra Maestrini, entre outros                                                                  |
| 1999 - 2000 | A Máquina                                   | Diretora assistente e preparadora corporal                                 | Direção: João Falcão Lázaro Ramos, Vladmir Brichta, Wagner Moura, entre outros                                                                        |
| 2000        | Quem Tem Medo de Virgínia Wolff             | Diretora assistente                                                        | Direção: João Falcão Com: Marco Nanini, Marieta Severo, Silvia Buarque e Fábio Assunção                                                               |
| 2001        | A Moreninha                                 | Diretora                                                                   | Adaptação: João Batista Produção: Catsapá Produções Artísticas                                                                                        |
| 2001        | Cambaio                                     | Co-diretora e preparadora corporal                                         | Musical de Chico Buarque e Edu Lobo Direção: João Falcão                                                                                              |
| 2002-2003   | A Bela e A Fera                             | Diretora Residente                                                         | Musical da Disney Productions Direção: Robert Jess Roth Com: Kiara Sasso, Saulo Vasconcelos, entre outros.                                            |
| 2003        | Teatro Musical Brasileiro III               | Coreógrafa                                                                 | Musical de Flavio Marinho |
| 2003        | Equus                                       | Coreógrafa e Preparadora Corporal                                          | Direção: Furlaneto Com: Otavio Augusto, Pedro Garcia Netto                                                                                            |
| 2004        | Os Contos de Hoffmann                       | Coreógrafa                                                                 | Direção: Jorge Takla Direção Musical e Regência: Maestro Jamil Maluf                                                                                  |
| 2004        | Chicago (Brasil)                            | Diretora Residente e Cover dos personagens Velma Kelly e Mama Morton       | Musical da Broadway Direção: Scott Faris Com Daniel Boaventura, Danielle Winits, entre outros.                                                        |
| 2005 - 2006 | O Fantasma da Ópera                         | Diretora Residente                                                         | Musical da Broadway Direção: Arthur Massela Com: Saulo Vasconcelos, Sara Sarres, Kiara Sasso, entre outros                                            |
| 2006        | Candide                                     | Coreógrafa                                                                 | Direção: Jorge Takla Regencia: Maestro José Maria Florencio Teatro Municipal SP                                                                       |
| 2006        | Cauby! Cauby! Uma Lembrança                 | Diretora Assistente e Coreógrafa                                           | Direção: Flávio Marinho e Diogo Vilella |
| 2007        | My Fair Lady                                | Diretora Assistente e Coreógrafa                                           | Direção: Jorge Takla Com: Amanda Acosta, Daniel Boaventura, entre outros.                                                                             |
| 2007        | Chicago (Korea do Sul)                      | Diretora Associada                                                         | Musical da Broadway |
| 2008        | West Side Story                             | Diretora Associada e re-criadora da coreografia original de Jerome Robbins | Espetáculo Musical baseado na concepção original de Jerome Robbins Direção: Jorge Takla Com: Bianca Tadini, Sara Sarres, Fred Silveira, entre outros. |
| 2008        | Chicago (Korea do Sul)                      | Diretora Associada                                                         | Musical da Broadway |
| 2008        | Chicago (Japão)                             | Diretora Associada                                                         | Musical da Broadway |
| 2009        | Chicago (UK Tour)                           | Diretora Associada                                                         | Musical da Broadway |
| 2010        | O Rei e Eu                                  | Diretora Associada e Coreografa                                            | Espetáculo Musical de Rodgers e Hammerstein Direção: Jorge Takla Com: Cláudia Netto, Tuca Andrada, entre outros                                       |
| 2010        | Chicago (Argentina)                         | Diretora Associada                                                         | Musical da Broadway |
| 2011        | Evita                                       | Diretora Associada e Coreografa                                            | Direção: Jorge Takla Com Paula Capovilla, Fred Silveira, Daniel Boaventura, entre outros                                                              |
| 2012        | Chicago (Korea do Sul)                      | Diretora Associada                                                         | Musical da Broadway |
| 2012        | Priscilla, a Rainha do Deserto              | Diretora e Coreografa Residente                                            | Musical da Broadway Direção: Simon Phillips Com Luciano Andrey, André Torquato, Lissah Martins, entre outros                                          |
| 2012        | A Viuva Alegre                              | Diretora Associada e Coreografa                                            | Direcão: Jorge Takla Direção Musical e Regencia: Maestro Silvio Viegas Teatro Palacio das Artes MG e Teatro Municipal RJ                              |
| 2013        | Chicago (Korea do Sul)                      | Diretora Associada                                                         | Musical da Broadway |
| 2013- 2014  | Chicago (China-Tour)                        | Diretora Associada                                                         | Musical da Broadway |
| 2013- 2014  | Chicago (Russia)                            | Diretora Associada                                                         | Musical da Broadway |
| 2014        | O Grande Circo Mistico                      | Coreografa                                                                 | Espetaculo Musical de Edu Lobo e Chico Buarque Direção: Joao Fonseca                                                                                  |
| 2014        | Chicago (Korea do Sul)                      | Diretora Associada                                                         | Musical da Broadway |
| 2014 - 2016 | Chicago (Alemanha)                          | Diretora Associada                                                         | Musical da Broadway |
| 2015 - 2016 | Chicago (UK Tour)                           | Diretora Associada                                                         | Musical da Broadway |
| 2015        | Chicago (Korea do Sul)                      | Diretora Associada                                                         | Musical da Broadway |
| 2015        | Raia 30                                     | Coreógrafa                                                                 | Direçao: Jose Possi Neto Espetáculo de 30 anos de carreira de Claudia Raia                                                                            |
| 2015        | Lágrimas de Brinquedo                       | Coreógrafa                                                                 | Espetáculo Teatro Municipal de Manaus Direção: Jorge Takla                                                                                            |
| 2015 - 2016 | Nuvem de Lágrimas                           | Co-Diretora e Coreografa                                                   | Musical com músicas de Xitãozinho e Xororó Texto de Anna Toledo                                                                                       |
| 2016        | Orpheu e Euridice                           | Coreógrafa                                                                 | Opera no Teatro Municipal RJ Direção: Caetano Vilela                                                                                                  |
| 2016        | My Fair Lady                                | Diretora Associada e Coreógrafa                                            | Direção: Jorge Takla Com Paulo Szot, Fred Silveira, Daniele Nastri, entre outros.                                                                     |
| 2016- 2017  | Chicago (Dinamarca)                         | Diretora Associada                                                         | Musical da Broadway |
| 2017 - 2018 | Cauby! Cauby! Uma Lembrança                 | Coreógrafa                                                                 | Direção: Flávio Marinho e Diogo Vilella |
| 2018        | Chicago (West End)                          | Diretora Associada                                                         | Musical da Broadway |
| 2018        | Chicago (Korea do Sul)                      | Diretora Associada                                                         | Musical da Broadway |
| 2018        | Chicago (França)                            | Diretora Associada                                                         | Musical da Broadway |
| 2018-2020   | Chicago (Africa do Sul/Turnê Internacional) | Diretora Associada                                                         | Musical da Broadway |
| 2018        | Chicago (França)                            | Diretora Associada                                                         | Musical da Broadway |
| 2018 - 2019 | Nelson Gonçalves, o Amor e o Tempo          | Diretora e Coreografa                                                      | Musical Brasileiro Texto de Gabriel Chalita Com Guilherme Logullo e Jullie                                                                            |
| 2019        | Chicago (Australia)                         | Diretora Associada                                                         | Musical da Broadway |
| 2019        | Chicago (México)                            | Diretora Associada                                                         | Musical da Broadway |
| 2020        | Chicago (USTour)                            | Diretora Associada                                                         | Musical da Broadway |

### Shows
| Ano        | Título                                                | Função                             | Notas                                     |
| ---------- | ----------------------------------------------------- | ---------------------------------- | ----------------------------------------- |
| 1980- 1981 | Yabaa Dabaa Doo                                       | Bailarina e Ensaiadora             | Turnê América do Sul/ Japão e Filipinas   |
| 1989       | Elba Ramalho. Popular Brasileira                      | Coreógrafa , Bailarina e Vocalista | Direção: Jorge Fernando                   |
| 1991       | De Rosto Colado                                       | Coreógrafa                         | Direção: Marco Nanini                     |
| 1994       | “Stou Aqui                                            | Coreógrafa                         | Direção: Flávio Marinho                   |
| 1995       | Tânia Alves, Amores e Boleros                         | Coreógrafa                         | Direção: Flávio Marinho                   |
| 1995       | Selma Reis- Coração Suburbano                         | Coreógrafa                         | Direção: Flávio Marinho                   |
| 1996       | Viva Elvis!                                           | Coreógrafa                         | Direção Flavio Marinho e Cininha de Paula |
| 1997       | Um Gordo em Conquista                                 | Coreógrafa                         | Direção: Cininha de Paula                 |
| 1999       | Um Coração Chamado Brasil ( Cassino Estoril-Portugal) | Coreógrafa                         | Direção: Joãosinho Trinta                 |
| 2001       | Ela Brasil                                            | Coreógrafa                         | Direção: Ignácio Coqueiro                 |
| 2012       | Daniel Boaventura DVD ao Vivo                         | Diretora                           |                                           |

### Televisão e Cinema
| Ano       | Título                         | Função                                   | Notas                                              |
| --------- | ------------------------------ | ---------------------------------------- | -------------------------------------------------- |
| 1983      | Guerra dos Sexos               | Atriz e coreógrafa                       | Novela TV Globo Direção Jorge Fernando             |
| 1984      | Vereda Tropical                | Atriz e coreógrafa                       | Novela TV Globo Direção Jorge Fernando             |
| 1984      | Cometa Rock                    | Atriz                                    | Especial TVE Direção: Farouk Salomão               |
| 1985      | Tropclip                       | Atriz                                    | Longa metragem Direção: Luiz Fernando Goulart      |
| 1985      | Clip Cláudio Zoli              | Coreógrafa e Bailarina                   | Direção: Mauro Mendonça Filho                      |
| 1986      | Cambalacho                     | Atriz e coreógrafa                       | Novela TV Globo Direção Jorge Fernando             |
| 1987      | Carmem                         | Atriz                                    | Novela TV Manchete Direção: Luiz Fernando Carvalho |
| 1987      | Leila Diniz                    | Atriz                                    | Longa metragem Direção: Bigode                     |
| 1989      | Que rei sou eu?                | Atriz e coreógrafa                       | Novela TV Globo Direção Jorge Fernando             |
| 1990      | Rainha da Sucata               | Atriz e coreógrafa                       | Novela TV Globo Direção Jorge Fernando             |
| 1994-1997 | Criança Esperança              | Coreógrafa                               | Direção: Jorge Fernando Direção: Aloísio Legey     |
| 1997      | Zazá                           | Atriz e coreógrafa                       | Novela TV Globo Direção Jorge Fernando             |
| 1997      | Comédia da Vida Privada        | Coreógrafa                               | TV Globo Direção João Falcão                       |
| 1998      | Vida ao Vivo                   | Coreógrafa                               | TV Globo Direção: Jorge Fernando                   |
| 1999      | Chiquinha Gonzaga              | Coreógrafa                               | Minissérie TV Globo Direção: Jayme Monjardim       |
| 2001      | Xangô de Baker Street          | Coreógrafa                               | Longa metragem Direção: Miguel Farias Jr.          |
| 2002      | Quinto dos Infernos            | Coreógrafa                               | Direção: Wolf Maya                                 |
| 2003      | Apolônio Brasil                | Coreógrafa                               | Longa metragem Direção: Hugo Carvana               |
| 2010      | High School Musical: O Desafio | Coreógrafa e Preparação Corporal         | Longa metragem Direção: Cesar Rodrigues            |
| 2019      | IActor                         | Diretora Associada de Chicago, o Musical | Reality Show na China                              |